# Carolina Arregui
María Carolina Arregui Vuskovi, (Santiago, 26 de Agosto de 1965) é uma atriz chilena.